# Treehouse of Horror XXIX
«Treehouse of Horror XXIX» (укр. «Будинок жахів на дереві XXIX») — четверта серія тридцятого сезону мультсеріалу «Сімпсони», прем'єра якої відбулась 21 жовтня 2018 року у США на телеканалі «Fox».

## Сюжет

### Вступ
Сім'я Сімпсонів прибуває в містечко Замогильницьк (англ. Fogburyport), тому що він входить в список місць, які варто побачити перед смертю. Проте, виявилося, що це пастка, і Сімпсони будуть принесені у жертву Ктулху. Однак, Гомер заявляє, що йому був обіцяний конкурс поїдання устриць проти Ктулху. Гомер перемагає його, коли Ктулху рве і падає. Він запитує, чого хоче Гомер як нагороду. Гомер шепоче, що хоче його з'їсти.
Ктулху видно в гігантській каструлі, а Сімпсони (крім Ліси) насолоджуються хот-догами, зробленим зі щупалець Ктулху. Коли Гомер пробиває чорнильний мішок звіра, з'являється напис «Treehouse of Horror XXIX».

### Intrusion of the Pod-Y Switchers (укр.Вторгнення викрадачів Под-людей)
На підводній базі «Mapple», Стів Моббс (на екрані) розповідає схвильованій публіці про новий Myphone. Коли всі говорять по телефону, Стів виявляється інопланетянином. За допомогою смартфонів вони відволікають людей і готуються до атаки. Водночас на їх рідній планеті на Землю випускають спори. У Спрінґфілді кожен перетворюється в рослинну версію себе. Душі перетворених громадян переносяться на утопічну планету без технологій. Рослина-інопланетянин бачить людей з продуктами Mapple і запитує, де вони їх знайшли. Барт говорить, що вони знайшли їх під живою ялинкою.

### Multiplisa-ty (укр.Багатоліса)
Після ночівлі у Мілгауса, Нельсон і Барт опиняються в камері, замкненою Лісою, яка страждає від дисоціативного розладу ідентичності. Коли хлопчаки не просять повторити її виступ на біс, вона знову закриває їх. Однак, згодом навмисне випускає їх, після чого йде в атаку.
Ліса нападає і вбиває Мілгауса і Нельсона. Коли Барт запитує її, що з нею сталося, дівчинка розповідає, що Барт схопив її тест на правопис, змінив її відповіді, висміяв міс Гувер, за що Ліса отримала «двійку». Однак, дівчинка дає брату останній шанс врятуватися, і він кається. Тоді сестра пробачає йому, а Мілгаус перетворюється на «паперового хлопчика»…

### Geriartric Park (укр.Парк пенсійного періоду)
Пародія на франшизу «Парк Юрського періоду». Містер Бернс відкриває будинок пристарілих, де всім пенсіонерам вводиться ДНК динозаврів. Спочатку вони всі здорові й знову відчувають себе молодими, причому з неймовірною силою. Але, як тільки Гомер, ігноруючи попереджувальний знак, підіймає температуру (після того, як його батько скаржиться на прохолоду), старі перетворюються у свої версії динозаврів.
Відвідувачів (а згодом і містера Бернса) вбивають старійшини: Агнес Скіннер (птеродактиль роду Ludodactylus) з'їдає руку свого сина; Джаспер (Дилофозавр) відкушує голову Кірка Ван Гутена, а сім'ї Сімпсонів загрожують дідусь Сімпсон і Жаклін Був'є (перетворені в індомінусо-подібних теропода і паразаврофуса відповідно). Ліса мужньо протистоїть дідусеві та дізнається, що всі вони просто потребують турботи і поваги. Зрештою, сім'я Сімпсонів рятується живими та неушкодженими, хоча їх вертоліт летить на трансформованій Агнес.

## Ставлення критиків і глядачів
Під час прем'єри серію переглянули 2,95 млн осіб з рейтингом 1.3, що зробило її найпопулярнішим шоу на каналі «Fox» тієї ночі.
Денніс Перкінс з «The A.V. Club» дав серії оцінку C+, сказавши: «Після такого виснажливого виходу серії, спокусливо сказати, що прийшов час поховати концепцію „Treehouse of Horror“ як непотрібне щорічне розчарування…»
Тоні Сокол з «Den of Geek» дав серії три з п'яти зірок, сказавши, що серія — «це невтішний вклад Хелловіну, але не жахливий…»
Згідно з голосуванням на сайті The NoHomers Club більшість фанатів оцінили серію на 2/5 із середньою оцінкою 2,5/5.